# Tóro (království)

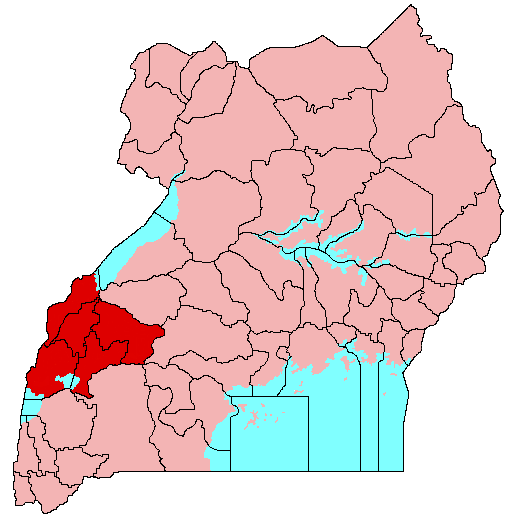
Původní rozsah Království Tóro

Tóro (Tooro [tóːɾo]) je jedno z pěti tradičních království, rozkládající se na západě Ugandy. Původně zahrnovalo distrikty Bundibugyo, Kabarole, Kamwenge, Kasese a Kyenjojo, které jsou součástí formální Západní oblasti. Avšak od obnovení království v roce 1993 už distrikty Bundibugyo a Kasese součástí Tóra nejsou. V původním rozsahu tedy Tóro na západě hraničí s Demokratickou republikou Kongo, na severu s ugandským královstvím Buňoro-Kitara, na východě s ugandským královstvím Buganda a na jihu s ugandským královstvím Ankole. Metropolí Tóra je město Fort Portal.

## Demografie
Jako v celé Ugandě je i zde úředním jazykem angličtina. Jinak se zde hovoří vesměs bantuskými jazyky. Tóro obývá především kmen Batóro hovořící jazykem lutoro, jenž je blízce příbuzný jazyku ruňoro, užívaným v království Buňoro-Kitara. Tóro je však multikulturní a mezi další etnika patří kmen Bakonjo, hovořící jazykem lukonja; Ba'amba, hovořící jazykem amba; dále též kmen Baňankole, hovořící jazykem ruňankole; a Bakiga, hovořící jazykem rukiga.

## Politika
Zdejší král má titul omukama. Parlament království Tóro se nazývá orukurato. Zdejší předseda vlády má označení omuhikirwa. Od obnovení království roku 1993 však žádná z těchto institucí nemá žádnou reálnou moc. Království Tóro usiluje o autonomii a přeměnu Ugandy ve federaci.

## Historický přehled

### 19. století
Do roku 1836 (některé prameny uvádějí rok 1822 a jiné 1830), bylo Tóro integrální součástí království Buňoro-Kitara. Roku 1836 se však vzbouřil Olimi Kaboyo Kasunsunkwanzi, nejstarší syn buňorského omukamy (krále) Nyamutukury Kyebambeho III., anektoval jižní oblasti otcova království, na nichž vyhlásil vlastní nezávislé království Tóro. Od zdejšího kmene Batoro se mu dostalo vřelého přijetí a stal se prvním králem Tóra jako omukama Rukirabasaija Omukama Kaboyo Olimi I. Tím Buňoro-Kitara přišlo o svůj nejkásnější a nejbohatší region, ve kterém žila nejen převážná část královských dobytčích stád, ale nacházela se zde i řada solných dolů. Roku 1876 bylo sice buňorským omukamou Kabalegou násilně znovuzačleněno do Buňora-Kitary, ale 14. srpna 1891 se s vojenskou pomocí Britské Východoafrické společnosti znovu osamostatnilo. V letech 1893-1894 pak bylo načas opět součástí Buňora-Kitary.

### Tóro pod britskou správou
Roku 1896 přestoupil omukama Daudi Kyebambe Kasagama IV. na křesťanství a roku 1900 podepsal se Sirem H. Johnstonem smlouvu, jíž se království Tóro stalo britským protektorátem. Toho roku byla do království Tóro s pomocí Britů plně integrována západougandská horská oblast Rwenzururu (moderní distrikty Bundibugyo a Kasese), obývaná kmeny Bakonjů a Ba'ambů, kteří měli s Batory vždy velice problematické vztahy a nechtěli s nimi mít nic společného. Tórský král sem vzápětí vyslal Batorské představitele pro výběr daní a další administrativní záležitosti. Britové vždy měli problémy se získáním úplné koloniální nadvlády nad Buňorem-Kitarou. Integrací Bakonjů a Ba'ambů dosáhli toho, že Tóro zesílilo a přeměnilo se v koloniální nárazník, jenž využívali pro kontrolu buňorské nesmlouvavosti.

### Tóro jako součást britské Ugandy
1. dubna 1905 se pak Tóro stalo součástí nově vzniklé britské korunní kolonie Ugandy
Za první světové války pak Daudi Kyebambe Kasagama IV. poslal svoje jednotky z kmene Batoro bojovat po boku spojenců. Roku 1919 povstali Bakonjové proti svoji závislosti na torském omukamovi. Povstání bylo potlačeno Brity, ale až poté, co byli veřejně popraveni oběšením 3 příslušníci kmene Bakonjo. Stali se mučedníky a svojí smrtí dali Rwenzururské hnutí do pohybu. Syn předchozího vládce Daudi Kyambe Kasagamy IV., omukama George Kamurasi Rukidi III. podporoval vzdělanost Batorského obyvatelstva a jedno z jeho dětí, princezna Elizabeth Bagaaya se stala třetí africkou ženou, která promovala na prestižní univerzitě v Cambridge. Koncem 50. let 20. století už bylo rwenzururské hnutí natolik silné, že byli roku 1961 jeho hlavní vůdci Isaya Mukirania, Yeremiya Kawamara a Petero Mupalya (oba poslední z kmene Baamba) spolu s dalšími 18 představiteli Bambů a Bakonjů po zdlouhavém odporu ze strany království Tóra, zvoleni do torského rurukata.

### Tóro v letech 1962-1967
Roku 1962 se stalo Tóro součástí nezávislé Ugandy. Když poté Bakonjové s Ba'amby prezentovali v rurukatu svoje návrhy na postokoloniální ústavu, byly navzdory předešlému vývoji odmítnuti, protože požadovali oddělení od Tóra. Batorská většina v torském ústavním výboru návrhy odmítala s tvrzením že „všichni jsme Batorové“. Dva zástupci Bakonjů a Ba'ambů poté výbor opustili. Na základě přijaté ugandské federalistické ústavy se v jejím rámci království Tóro těšilo do roku 1967 omezené autonomii a bylo součástí formální Západní oblasti. 13. února 1963 pak Bakonjové a Ba'ambové pod vedením Isaye Mukiranii vyhlásili nezávislost na Tóru jako království Rwenzururu, které však Uganda ani Tóro neuznaly (toto povstalecké království pak formálně existovalo do 15. srpna 1982, kdy druhý rwenzururský král Charles Wesley Mumbere zrušil deklaraci nezávislosti svého království). V únoru 1966 provedl tehdejší ugandský předseda vlády Apolo Milton Obote státní převrat a zrušil ústavu. Poté vnutil ugandskému parlamentu schválení nové centralistické ústavy, která začala platit od 8. září 1967. Toho dne bylo království Tóro zrušeno, přeměněno v pouhý distrikt a omukama Olimi III. odešel do exilu. Stejný osud potkal stejný den i Ankole, Buňoro-Kitaru i Busogu, zatímco království Buganda bylo zrušeno už 24. května 1966.

### Tóro po zrušení království do roku 1993
Roku 1974 byly z dosavadního distriktu Tóro vyčleněny distrikty Semliki a Rwenzori. Roku 1976 byly tyto 3 distrikty spolu s územím bývalého království Buňoro-Kitara začleněny do nově vytvořené Západní provincie. Roku 1980 byl pak distrikt Tóro přejmenován na Kabarole, zbývající dva distrikty na Bundibugyo a Kasese. Roku 1989 pak byla Západní provincie zrušena a výše uvedené tři distrikty se opět staly součástí formální Západní oblasti.

### Tóro od obnovení království do současnosti
Roku 1993 přijala vláda ugandského prezidenta Yoweri Museveniho novou ústavu, která umožnila znovunastolení tradičních vůdců a obnovu historických království. Brzy se vrátil z exilu poslední král omukama Olimi III. a 24. července 1993 bylo království Tóro obnoveno, nemá však již žádnou reálnou moc, ani nemá postavení územněsprávního celku Ugandy (na rozdíl od distriktů tvořících jeho území), a představuje spíš jen tradiční a kulturní instituci. Součástí obnoveného království však již nejsou distrikty Bundibugyo a Kasese, které byly součástí neuznaného království Rwenzururu. Roku 2000 byly z distriktu Kabarole vyčleněny nové distrikty Kamwenge a Kyenjojo.

## Omukamové Tóra(Abakama ba Tooro)
- Rukirabasaija Omukama Kaboyo Olimi I. – 1836 – asi 60. léta léta 19. století
- Kazana Ruhaga (uzurpátor) – 60. léta 19. století
- Kyebambe Nyaika I. – 60. léta 19. století – 1870
- Kato Rukidi I. – 1870 – 1871
- Kyebambe I. – 1871 – 1872
- Olimi II. – 1872 – 70. léta 19. století
- Kyebambe II. – 70. léta 19. století
- Rukidi II. – 70. léta 19. století
- Rububi Kyebambe III. – 70. léta 19. století
- Kakende – 1870-1876
- znovuzačleněno do Buňora-Kitary – 1876 – 1891
- Daudi Kyebambe Kasagama IV. – 1871 – 1928
- George Kamurasi Rukidi III. – 1929 – 1965
- Olimi III. – 1965 – 1967
- království zrušeno
- Olimi III. – 1993 – 1995
- Rukidi IV. – 1995 – současnost